# ユアーズ (スーパーマーケット)

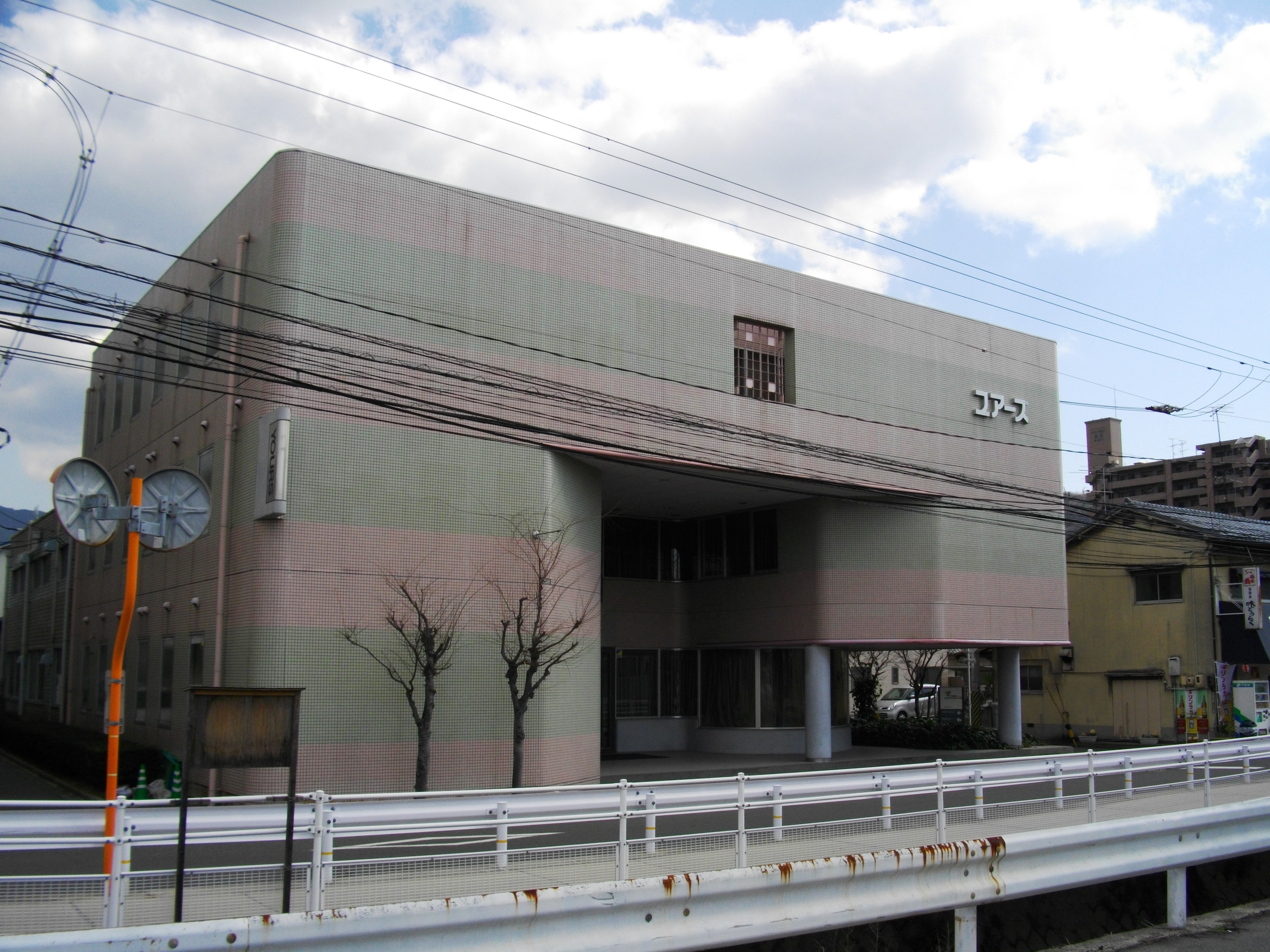
海田町にあった旧本社

株式会社ユアーズ（英文表記：YOURS Co.,ltd.）は、広島県広島市に本社を持つスーパーマーケットチェーンを運営する企業である。

## 概要
スーパーマーケットの屋号はユアーズ、アバンセの2種類がある。ユアーズの屋号では、広島県広島市周辺及び安芸高田市、大崎上島に店舗を展開している。LIVIアッセ店にJR西日本の交通系電子マネーであるICOCAを導入しており、ICOCAと相互利用しているSuica、PASMOなどでも支払い可能となっている。アバンセの屋号では広島県に3店・岡山県に1店。かつては丸和とラ・パレットの屋号で山口県・福岡県に展開したこともある。
2011年からは経営が傾いた他社の支援にも積極的に乗り出し、九州の丸和、アパンダの再建にも関与していたが、この拡大が逆に自社の経営力を低下させる形となり、売上高はこの年から3期連続で大幅減となった。
その中2015年、同地区のライバルであった総合スーパーのイズミがユアーズを買収することを発表、6月30日付で基本合意、10月13日に連結子会社化された。9月に長年続けていたシジシージャパンから脱退し、イズミを通じた間接的な形でニチリウグループと関係することになった。翌2016年には本社をイズミと実質統合、丸和曽根店を試験的にイズミグループの食品スーパーブランド「ゆめマート」に転換した。
2019年3月には山口県・福岡県内の店舗を同じイズミグループのスーパー大栄（現：ゆめマート北九州）に移管し、さらに5月には岡山県唯一の店舗であった岡山駅店もサンステーションテラス岡山の大規模リニューアルに伴い一時閉店した。これにより『ユアーズ』の店舗ブランドで営業する店舗は2020年3月中旬の岡山駅店の再オープンまで一時的に広島県のみとなる。

## 沿革
1979年（昭和54年）5月創業。

### 年表
- 1979年（昭和54年）5月 - 株式会社マルイシと株式会社ふじやの共同出資により株式会社ユアーズを設立。マルイシとふじやの全店舗を引き継ぎ、サンユアーズの店名で営業を開始。後にシジシージャパンに加盟。
- 1987年（昭和62年）6月 - グッドライフパートナーささやを展開する佐々屋株式会社を買収。
- 2003年（平成15年）5月 - 持株会社制に移行。株式会社ユアーズを持株会社とし、ユアーズスーパーマーケット、ユアーズ生鮮旬市場、アバンセの各業態別事業会社と、商品仕入れ担当のユアーズトレーディング、人事・システム管理等を担当するユアーズリティルブレインの5子会社を設立。
- 2005年（平成17年） - 福岡県北九州市の丸和の筆頭株主となり、創業者一族を社長などとして送り込む。
- 2006年（平成18年）
  - 1月 - 子会社5社（2003年5月に設立）を株式会社ユアーズへ吸収合併。
  - 1月26日 - 広島市中心部のダイエー広島店跡（広島市中区袋町）にユアーズLIVI広島本通店を開業。
  - 10月15日 - 広島県以外では初出店の岡山駅店を出店。38店舗になった。
- 2007年（平成19年）1月31日 - 北九州市などでアパンダを展開していた株式会社石原商事の再建スポンサーに大阪地方裁判所から選定された。
- 2008年（平成20年）5月1日 - アパンダ店舗のうち旧おおうち系の広島市内5店舗を完全譲り受け。
- 2011年（平成23年）5月1日 - 株式会社丸和を吸収合併。丸和はユアーズ内の店舗ブランドとして存続した。
- 2015年（平成27年）
  - 6月30日 - 「ゆめタウン」「ゆめマート（旧名称イズミ）」を展開している株式会社イズミと、連結子会社化を目的とした基本合意を締結[2]。
  - 9月1日 - イズミとの資本業務提携を正式契約[3]。イズミとの契約によりシジシージャパンから脱退。
  - 10月13日 - イズミが第三者割当増資を引き受け、イズミの連結子会社となる[4]。
- 2016年（平成28年）
  - 2月1日 - 株式会社石原商事、株式会社ユアーズアクト、株式会社ウェルネスパートナーズを吸収合併。
  - 2月21日 - 株式会社リテイル・アドバンテージを吸収合併。
  - 6月27日 - 本社を広島市東区二葉の里のイズミ本社ビル内に移転[5]。
  - 9月1日 - 株式会社味乃屋を吸収合併。
  - 10月20日 - 北九州市の丸和曽根店を「ゆめマート」に転換しリニューアルオープン。これで北九州市にはイズミ直営（小倉東）、同じくイズミ傘下となったスーパー大栄運営店と併せ、3種類の「ゆめマート」が混在することとなった。なお同市内に「ゆめタウン」は無い。
- 2017年（平成29年）2月1日 - 株式会社リテイル・ネットを吸収合併。
- 2019年（平成31年→令和元年）
  - 3月1日 - 福岡県・山口県内の14店舗（丸和12店舗・ゆめマート2店舗）をスーパー大栄へ譲渡[6]。
  - 5月6日 - サンステーションテラス岡山の大規模リニューアルに伴い岡山駅店が一時閉店、2020年3月中旬の再オープン[7]まで一時的に『ユアーズ』の店舗ブランドで営業する店舗は広島県のみとなる。

## 店舗
2020年6月時点で、広島県内に22店舗（ユアーズ19店舗・アバンセ3店舗）と、岡山県内に2店舗（ユアーズ・アバンセ各1店舗）を展開している。